# Sénégal aux Jeux olympiques d'été de 2004
LeSénégal participe aux Jeux olympiques d'été de 2004 à Athènes. Il s'agit de sa 11e participation à des Jeux d'été. 

## Délégation
Le Sénégal est représenté par seize sportifs dont 10 femmes et six hommes engagés dans six sports, l'athlétisme, l'escrime, le judo, la lutte, la natation et le tennis de table.